# Diocese de Bongaigaon
A Diocese de Bongaigaon (Latim:Dioecesis Bongaigaonensis) é uma diocese localizada no município de Bongaigaon, no estado de Assão, pertencente a Arquidiocese de Guwahati na Índia. Foi fundada em 10 de maio de 2000 pelo Papa João Paulo II. Com uma população católica de 72.886 habitantes, sendo 0,8% da população total, possui 36 paróquias com dados de 2020.

## História
Em 10 de maio de 2000 o Papa João Paulo II cria a Diocese de Bongaigaon através do território da Arquidiocese de Guwahati.

## Lista de bispos
A seguir uma lista de bispos desde a criação da diocese em 2000.
|                     | Nome                | Período             | Notas               |
| Bispo de Bongaigaon | Bispo de Bongaigaon | Bispo de Bongaigaon | Bispo de Bongaigaon |
| ------------------- | ------------------- | ------------------- | ------------------- |
| 1º                  | Thomas Pulloppillil | 2000 - atual        |                     |